# Sundram Fasteners
Sundram Fasteners Limited (SFL) ist ein indisches Unternehmen mit Sitz in Chennai. Es stellt in erster Linie Teile für Automobile, Flugzeuge und Windkraftanlagen her und ist Teil der TVS Group.

## Geschichte
Das Unternehmen wurde 1966 gegründet. Es ist auf Märkten wie beispielsweise Indien, China, Deutschland, USA, Großbritannien, Italien, Frankreich und Brasilien tätig.
Zu den Kunden gehören John Deere, New Holland, DaimlerChrysler, Cummins, General Motors, Delphi Automotive, Deutz Motors, Iveco, MTU, Proton, Valeo und ZF. Das Exportgeschäft machte in den 2000er Jahren fast 25 % des Umsatzes aus.
Sowohl TVS & Sons (25,37 %) als auch Southern Roadways (24,16 %) sind an SFL beteiligt.

## Produkte
Sundram Fasteners Limited produziert und vertreibt Bauteile für Automobile, Infrastruktur, Windkraftanlagen und Flugzeuge. Dazu gehören hochfeste Befestigungselemente, Antriebswellen, Nockenwellen, Gelenke, warmgeschmiedete Teile, Ritzel, Verbindungsstangen, Pulvermetallteile, Getriebeelemente, Öl-, Wasser- und Kraftstoffpumpen, Ventilstößel, Kipphebelwellen, Lagergehäuse usw. für Fahrzeuge und Maschinen verschiedener Größen und Einsatzbereiche einschließlich Traktoren, Gabelstapler, Schiffsmotoren, Stromaggregate und Zweiräder.

## Werke
SFL verfügt über Werke in Tamil Nadu (Padi, Hosur, Aviyur, Mittamandagapet, Velappanchavadi, Gummidipoondi), in der Mahindra World City (SEZ), in Puducherry (Korkadu), in Andhra Pradesh (Bonthapally) und in Uttarakhand (Rudrapur). Weitere Werke bzw. Tochtergesellschaften im Ausland sind Sundram Fasteners (Zhejiang) Limited in China und Cramlington Precision Forge Limited in Großbritannien. Eine weitere Tochtergesellschaft gab es in Malaysia. Das bundesdeutsche Unternehmen Peiner Umformtechnik GmbH in Peine war bis 2016 ebenfalls im Besitz von SFL.